# Manuel García Portillo
Manuel García Portillo (Cervera del Maestre, Castellón, 1953) es un empresario y filántropo español de la Comunidad Valenciana. Es presidente del Instituto Tecnológico AINIA, y del grupo MGP. Fue cofundador de Tecnidex (Agrofresh Fruit Protection), y es impulsor del Proyecto Origen.

## Datos biográficos
Nació en Cervera del Maestre (Castellón). Sus orígenes y familia son de Mogente (Valencia) y eran conocidos como els Llauradors.
Se formó en la Universidad Politécnica de Valencia donde estudió Ingeniería Técnica Agrícola. Fue jugador de rugby, y compitió en el Rugby Club Valencia, siendo su patrocinador principal desde 1989, cuando pasó a llamarse Tecnidex Valencia Rugby Club.
En 1980 creó, junto a José Gallach Ferrandis, José Juan Ramón Mesado e Ignacio Errando Mariscal, la compañía Tecnidex (Técnicas de Desinfección, S.A.), empresa para el sector postcosecha con sede en Fuente del Jarro (Paterna).
En 2008 adquirió la totalidad de las acciones de la empresa y en 2017 vendió el 75 % a la compañía norteamericana Agrofresh, presente en la bolsa de Nueva York, quedándose con un 25 % del capital social y como presidente.En La compañía pasó a denominarse Agrofresh Fruit Protection. En octubre de 2023 vendió un paquete de acciones a Agrofresh y pasó a ser presidente honorífico. Ha integrado las distintas empresas que ha ido creando en el grupo MGP, que está formado por Pogarma35, Collvert, Vía EcoMed, FitoFarmacia y Agrofresh.
En 2015 el rey Felipe VI visitó Tecnidex por su 35.º Aniversario, e inauguró Farmapost. García Portillo fue nombrado en 2017 presidente de AINIA, centro tecnológico para la innovación y el desarrollo agrícola. También participa en otros proyectos empresariales como Bodegas Personales, Wine Luthier  y Óleos dels Alforins.

## Proyecto Origen
Desde 2015 desarrolla el Proyecto Origen como una propuesta a los problemas de la llamada «España vacía» «como ejemplo de la lucha contra la despoblación» en palabras de Ximo Puig, presidente de la Comunidad Valenciana.
El proyecto se desarrolla en el suroeste de la provincia de Valencia, en los términos de Mogente, Fontanares y Fuente la Higuera, y supone la recuperación de antiguas masías, de los cultivos tradicionales del olivo y la vid, así como la vuelta al autoabastecimiento y el autoconsumo. La primera fase del proyecto finalizó con la adquisición y reconstrucción de masías abandonadas, la recuperación de bodegas y almazaras artesanas, y el cultivo de viñedos y olivares. Se han reconstruido las masías Sant Antoni, Casa la Muda, El Chortal y Mas del Fondo. En 2023 se encuentran en fase de reconstrucción El Corral de la Vila, Casa Turús, El Corral de Jordà, l’Altet de Reguera y la Casa el Poleo (Altos de Navalón).
En 2020 se inició la elaboración de vinos y aceites, entre ellos el Vino Casa Turús y Casa la Muda.

## Responsabilidad institucional
Preside el Instituto Tecnológico AINIA, que desarrolla investigación básica sobre alimentación y agricultura en colaboración con universidades y empresas. Ha tenido diversas responsabilidades directivas en la Cámara de Comercio y Feria de Valencia, en Quimacova (Asociación Química y Medioambiental del Sector Químico de la Comunidad Valenciana), la Confederación Empresarial de la Comunidad Valenciana (CEV), la Asociación Valenciana de Empresarios (AVE), y la Fundación Universidad Empresa de la Universidad de Valencia (ADEIT).

## Reconocimientos
Su trabajo ha recibido diversos premios y reconocimientos, cabe destacar de ellos:
- Encomienda al Mérito Agrícola (1999). Delegación del Gobierno en Valencia, recibida del ministro Jesús Posada.[1]
- Colegio de Ingenieros Técnicos Agrícolas de Valencia y Castellón (COITAVC), Homenaje a Manuel García Portillo (2012).[21]
- Premio Ilustre 2016 Innovación empresarial de la Real Sociedad Valenciana de Agricultura y Deportes.[22]
- Premio Unión Profesional como ingeniero técnico agrícola, otorgado por el presidente del Senado, Pío García Escudero (2017).[23]
- Feria Internacional de las Soluciones Medioambientales, Ecofira reconoce su trayectoria y aportación al Medio Ambiente (2017).[24]
- Alumno Ilustre de la L’Escola Tècnica Superior d’Enginería Autnòmica i del Medi Natural (EAMN), Universidad Politécnica de Valencia (2018).[25]
- Premio Agricultura del diario Levante al Proyecto Origen (2023).[1]